# Vladimir Dragutinović
Vladimir Dragutinović (in serbo Владимир Драгутиновић?; Osijek, 20 giugno 1967) è un ex cestista, allenatore di pallacanestro e procuratore sportivo serbo, fino al 2003 jugoslavo.

## Palmarès

### Giocatore
- YUBA liga: 2

Partizan Belgrado: 1986-87, 1991-92
- Coppa di Jugoslavia: 1

Partizan Belgrado: 1992
- Coppa di Jugoslavia: 1

1998
- Coppa dei Campioni: 1

Partizan Belgrado: 1991-92